# Kvarngölen (Malexanders socken, Östergötland, 644011-146943)
Kvarngölen är en sjö i Boxholms kommun i Östergötland och ingår i Motala ströms huvudavrinningsområde.